# 2-я бригада морской пехоты Балтийского флота
2-я бригада морской пехоты — воинское соединение СССР в Великой Отечественной войне.

## История
Сформирована из личного состава кораблей, учебных отрядов и частей береговой обороны Балтийского флота в конце июня-начале июля 1941 года. Один из батальонов бригады был сформирован из подводников. Командовал им командир подводной лодки «Л-21» капитан-лейтенант Куликов Н.Н.
В составе действующей армии во время Великой Отечественной войны с 5 июля 1941 года по 30 августа 1942 года.
Введена в бой 14 июля 1941 года в районе захваченных немецкими войсками плацдармов на реке Луге и до 19 июля 1941 года ведёт ожесточённые бои за уничтожение плацдармов.
В августе 1941 года бригада из состава флота передана в РККА и подчинена командованию 8-й армии. До начала августа ведёт частные боевые действия, с возобновлением немецкого наступления с 8 августа 1941 года действует в районе Кингисеппа, так 18 августа 1941 года ворвалась в уже занятый противником Кингисепп, ведёт тяжёлые бои в городе, но была выбита из него и начала отступление.
Отступая к Ораниенбауму, бригада ведёт тяжёлые бои за Котлы, Копорье (31 августа — 2 сентября 1941) и другие населённые пункты. В этих боях бригада потеряла до 80% личного состава. К 13 сентября 1941 года бригада отступила к Гостилицам, где состав бригады был пополнен отдельным стрелковым батальоном охраны склада флота. У деревни Гостилицы, отражала совместно с 125-й стрелковой дивизией сильные удары врага. Ведёт бои до 17 сентября 1941 года, деревня неоднократно переходила из рук в руки. Бригада почти полностью осталась лежать у Гостилиц, так в свежем батальоне из 1250 человек к началу боёв за деревню осталось только около 100 человек.
Бригада была выведена из боёв и направлена в Ораниенбаум, где восстанавливалась и пополнялась. С 2 ноября 1941 года наряду с 5-й бригадой морской пехоты и 3-м полком морской пехоты составляла костяк Приморской оперативной группы, которая держала оборону Ораниенбаумского плацдарма. Находится на плацдарме вплоть до переформирования.
30 августа 1942 года переименована в 48-ю морскую стрелковую бригаду.

## Подчинение
| Дата            | Фронт (округ)       | Армия                                        | Корпус (группа) | Примечания |
| --------------- | ------------------- | -------------------------------------------- | --------------- | ---------- |
| 10.07.1941 года | Балтийский флот     | Лужский укреплённый сектор береговой обороны | -               | -          |
| 01.08.1941 года | Балтийский флот     | Лужский укреплённый сектор береговой обороны | -               | -          |
| 01.09.1941 года | Ленинградский фронт | 8-я армия                                    | -               | -          |
| 01.10.1941 года | Ленинградский фронт | 8-я армия                                    | -               | -          |
| 01.11.1941 года | Ленинградский фронт | Приморская оперативная группа                | -               | -          |
| 01.12.1941 года | Ленинградский фронт | Приморская оперативная группа                | -               | -          |
| 01.01.1942 года | Ленинградский фронт | Приморская оперативная группа                | -               | -          |
| 01.02.1942 года | Ленинградский фронт | Приморская оперативная группа                | -               | -          |
| 01.03.1942 года | Ленинградский фронт | Приморская оперативная группа                | -               | -          |
| 01.04.1942 года | Ленинградский фронт | Приморская оперативная группа                | -               | -          |
| 01.05.1942 года | Ленинградский фронт | Приморская оперативная группа                | -               | -          |
| 01.06.1942 года | Ленинградский фронт | Приморская оперативная группа                | -               | -          |
| 01.07.1942 года | Ленинградский фронт | Приморская оперативная группа                | -               | -          |
| 01.08.1942 года | Ленинградский фронт | Приморская оперативная группа                | -               | -          |

## Состав
- 5 отдельных стрелковых батальонов (до 1 тысячи человек каждый, с батареей 76-мм орудий);
- отдельный танковый батальон
- отдельный артиллерийский дивизион
- разведывательная рота
- взвод ПВО
- отдельная рота связи
- сапёрный взвод
- медико-санитарная рота.

## Командиры
- майор Лосяков Н.С.
- полковник Ржанов В.М.

## Память
- Памятник воинам бригады в Гостилицах